# Sheamus
Stephen Farrelly, més conegut com a Sheamus, (Dublín, 28 de gener de 1978) és un lluitador professional irlandès, que treballa actualment a la WWE lluitant a la seva marca RAW.
Farrelly ha obtingut un regnat com a campió mundial durant la seva carrera, en obtindre el Campionat de la WWE el 2009. Durant la seva estada en la FCW, va obtenir el Campionat de Florida Pes Pesant de la FCW.

## En lluita
- Moviments finals
  - Celtic Cross (Crucifix powerbomb) - WWE
  - Celtic Slam (Death Valley driver, a vegades en posició sitout) - Circuit independent
  - F.R.H. – Fiery Red Hand (Falling leg trap chokeslam) - FCW / Circuit independent
  - Irish Curse (Side slam backbreaker / low blow)
  - Bycicle kick

- Moviments de firma
  - Celtic War Sword (Spinning discus double axe handle)
  - Frenzy (Múltiples slaps seguides de spinning backfist) - Circuit independent
  - Múltiples side elbow drops
  - Short–arm clothesline
  - Vertical suplex slam pin
  - Short-arm clothesline
  - Swinging neckbreaker
  - Front powerslam
  - Fallaway slam
  - Knee drop
  - Big boot
  - Bearhug
  - Spear

- Sobrenoms
  - The Celtic Warrior - WWE
  - The Irish Curse - FCW
  - S.O.S. - Circuit independent